# 約翰一世 (拿騷-迪倫堡)
約翰一世（德語：Johann I. von Nassau-Dillenburg，約1340年—1416年9月4日），拿騷-迪倫堡伯爵，奧托二世的長子。

## 家庭
1357年，約翰一世與馬克伯爵阿道夫二世的女兒瑪格麗塔結婚，兩人共有四個兒子：
1. 阿道夫（—1420年）
2. 約翰二世（—1443年）
3. 英格爾貝特（—1442年）
4. 約翰三世（—1430年）